# Sintaxă
În gramatică, cuvântul sintaxă numește două noțiuni înrudite. Pe de o parte, într-o concepție asupra organizării stratificate, pe niveluri, a limbii, este unul dintre niveluri care, împreună cu nivelul morfologic, formează nivelul mai amplu al structurii gramaticale. Constă în regulile, constrângerile după care se pot combina cuvintele, elemente în număr finit ale unui sistem lingvistic (una din limbile naturale folosite în comunicarea umană), pentru obținerea unei infinități de combinații considerate entități sintactice, astfel încât oricare din ele să fie corect formată, în sensul de a putea asigura comunicarea prin limbă.
Pe de altă parte, sintaxa este un sector din lingvistică, ramură a gramaticii, care studiază și descrie regulile organizării entităților sintactice.

## Sintaxa și celelalte discipline lingvistice
Nivelurile limbii nu sunt independente unul de altul, de aceea și limitele dintre nivelurile de descriere sunt imprecise.
În mod tradițional, sintaxa ca nivel al limbii este delimitată de celelalte niveluri, în special de morfologie. Însă în numeroase cercetări de sintaxă modernă, granița dintre sintaxă și morfologie se estompează, extinzându-se domeniul sintaxei și asupra unor fapte de morfologie, precum și subordonându-se morfologicul față de sintactic. Astfel a apărut morfosintaxa, care integrează cele două discipline, studiind fenomenele de interferență, imposibil de atribuit unui singur nivel.
Sintaxa ca disciplină are legătură și cu semantica, una din ramurile ei fiind semantica sintactică. Aceasta studiază sensul entităților sintactice, mai complex decât cel la nivel lexical. Analizează, de pildă, sinonimia dintre entități sintactice diferite, omonimia și ambiguitatea sintactică.
Relația dintre lexic și sintaxă se manifestă, de exemplu, în formarea majorității cuvintelor compuse, care se face și prin variate tipuri de relații sintactice.
Sintaxa nu este independentă nici de prozodie, în sensul că ia în seamă și mijloace semnificative care influențează sensul propozițiilor și frazelor, cum sunt intonația, accentuarea și pauza.
Sintaxa are legătură și cu pragmatica, de pildă prin scoaterea în evidență a uneia sau alteia dintre părțile unui enunț prin procedee sintactice, cum este schimbarea topicii obișnuite.
Sintaxa nu este străină nici de sociolingvistică, dat fiind că printre specificitățile varietăților de limbă sunt și sintactice. De exemplu, în registrele popular și familiar ale limbii franceze sunt posibile topici ale propoziției interogative care nu se găsesc în registrul elevat, și invers.

## Obiectul sintaxei
Existând teorii lingvistice diferite, există și concepții diferite despre obiectul sintaxei.
Teoriile lingvistice se referă și la extinderea combinațiilor de cuvinte care constituie, în viziunea lor, obiectul sintaxei, adică sunt considerate entități sintactice. În mod tradițional, sintaxa ca disciplină se ocupă de funcțiile părților de vorbire în cadrul propozițiilor și ale propozițiilor în cadrul frazelor, stabilind regulile de îmbinare a cuvintelor în propoziții și a propozițiilor în fraze. În unele gramatici însă, sintaxa studiază și sintagma ca entitate sintactică mai redusă decât propoziția, iar altele trec dincolo de nivelul frazei, incluzând în sintaxă și organizarea discursului (textului), adică regulile de formare a acestora din propoziții și fraze.
Privitor la obiectivele urmărite, se poate vorbi de mai multe sintaxe. De exemplu, domeniul poate fi abordat dintr-o perspectivă pur descriptivă, de înregistrare neutră a componenței structurilor (sintaxă descriptivă) sau, dimpotrivă, dintr-o perspectivă prescriptivă și corectivă, ultima introducând ideea de normă sintactică, pe care o recomandă lingvistul, și de abatere de la normă, pe care o sancționează (sintaxă normativă). Din alt punct de vedere, cercetarea se poate limita la sintaxa unei anumite limbi (sintaxă particulară) sau să studieze organizarea limbilor în general (sintaxă universală).
Sintaxa tradițională se împarte în sintaxa propoziției și sintaxa frazei, deși există interferențe între acestea, de pildă prin faptul că propozițiile subordonate sunt considerate entități corespunzătoare părților de propoziție.

## Aspecte studiate de sintaxă
Sintaxa particulară a diverselor limbi tratează aspectele acestora, care pot fi analoge cu ale altor limbi sau diferite.
Sintaxa descrie, la nivelul sintagmei, ce tipuri de cuvinte (cuvinte cu sens lexical sau asemenea cuvinte împreună cu cuvinte gramaticale), adică ce părți de vorbire formează anumite tipuri de sintagme, și ce funcție au aceste cuvinte, de exemplu faptul că o sintagmă nominală poate fi formată, printre altele, dintr-un substantiv cu rol de determinat și un adjectiv care are în acest caz funcția de determinant numită atribut adjectival, ex. ro  carte frumoasă.
La nivelul propoziției, sintaxa descrie ce părți de propoziție o pot alcătui (subiect, predicat, diferite tipuri de complemente, atribut), care dintre părțile de propoziție sunt indispensabile și care nu, prin ce părți de vorbire pot fi exprimate aceste părți de propoziție și ce tipuri de raporturi sintactice pot exista între părțile de propoziție (coordonare, subordonare, raportul dintre subiect și predicat).
Un aspect strâns legat de morfologie este cel al exprimării funcțiilor sintactice, în limbile cu declinare, prin formele cazuale, bunăoară faptul că în limba maghiară, complementul direct poate fi exprimat de părțile de vorbire nominale numai prin cazul acuzativ marcat prin desinența sa specifică, -t, sau facultativ fără aceasta, într-un număr restrâns de cazuri, ex. Ezt megveszem „Cumpăr asta”, Vedd fel a zoknid(at)! „Pune-ți șosetele!”
Legată de asemenea de morfologie este chestiunea acordului dintre părțile de propoziție: predicat și subiect (ro  Fiecare purta insignă), atribut și determinatul său (carte frumoasă) etc., sau a lipsei obligatorii a acordului, de exemplu dintre atributul adjectival și determinant în maghiară: híres írók „scriitori celebri” (literal „celebru scriitori”).
Tot de sintaxă ține topica componentelor sintagmei, ale propoziție și ale frazei, de pildă faptul că:
- în limba română, topica normală în sintagma cu atribut adjectival este determinat + atribut (carte frumoasă), iar în maghiară este totdeauna atribut + determinat (híres írók);
- în anumite limbi, topica normală în propoziție este subiect + predicat + complement, ex. BCMS[20] Komšija prodaje kuću „Vecinul vinde casa”[21];
- cel puțin în unele limbi, locul propoziției circumstanțiale consecutive este după regenta ei, ex. fr  Il a mangé goulûment, de sorte qu’il a été malade „A mâncat cu lăcomie, astfel încât a fost bolnav”[22].

În sintaxă se tratează și tipologia propozițiilor după diverse criterii. Un exemplu de tipologie este:
- tipuri considerate în sine:

- după scopul comunicării:

- enunțiativă: El locuiește în București;
- interogativă: Când vii?;

- după afectivitate:

- neexclamativă: El știe tot;
- exclamativă: Ce am mai râs!;

- după conținut:

- reală: Sunt bucuros; Vii?;
- optativă: Aș mânca o înghețată; Ai mânca o înghețată?;
- potențială: Mai bine plecam atunci; Ai crede așa ceva?;
- dubitativă: Va fi știind ceva; Cine să fie?;
- imperativă: Du-te imediat acolo!;

- după aspectul pozitiv sau negativ:

- pozitivă: toate cele de mai sus;
- negativă: Nu vine nimeni;

- după structură:

- analizabilă:

- după natura părților de propoziție:

- simplă:

- monomembră: Plouă;
- bimembră: Vine trenul;

- dezvoltată: Mama a venit ieri;

- după cum conține sau nu toate componentele unei construcții gramaticale explicite:

- completă: Trenul nostru a plecat;
- incompletă:

- fragmentară: – Cine a venit? – Mama;
- eliptică: Noi atunci – după el;

- neanalizabilă: Nu; Da?; Ah!; Mamă!

Propozițiile se mai clasifică și după statutul lor față de alte propoziții, de exemplu în:
- independentă: Toamna se numără bobocii;
- asociate:

- principală, dar nu regentă, coordonată cu altă principală: Țara piere și baba se piaptănă;
- principală și regentă a cel puțin unei propoziții subordonate: Cîinele care latră nu mușcă;
- subordonată singură cu acest statut: Cîinele care latră nu mușcă;
- subordonată coordonată cu altă subordonată a aceleiași regente: Doctorul i-a recomandat să stea liniștit și să nu se enerveze;
- subordonată a unei propoziții și regentă a alteia: Nu mai știa|1 ce să facă|2 să-l împace|3 (1 – regentă a propoziției 2; 2 – regentă a propoziției 3).

O propoziție de un tip aparte este cea incidentă, care face parte dintr-o frază, dar nu are niciun raport sintactic cu restul ei, ex. Era un mare naiv, ca să spun așa.
La nivelul frazei, în funcție de limbă se poate pune într-un anumit fel și problema concordanței formelor termporale ale predicatelor din propoziția regentă și din subordonata sau subordonatele ei, în sensul că forma primului impune, în anumite cazuri, o anumită formă pentru celălalt/celelalte. De exemplu, în limba franceză, dacă predicatul unei regente este la un timp trecut, predicatul propoziției completive directe subordonate acelei regente este de regulă la altă formă decât atunci când predicatul regentei este la prezent sau la viitor. Exemplu:
Ma mère me dit toujours que je dois (prezent) faire des études pour être indépendant „Mama îmi spune mereu că trebuie să studiez ca să fiu independent” vs.
Ma mère me disait toujours que je devais (imperfect) faire des études… „Mama îmi spunea mereu că trebuie să studiez…”.
Una din intențiile vorbitorului poate fi și scoaterea în evidență a unei părți de enunț față de altele. În acest scop folosește și procedee sintactice, atât la nivelul sintagmei, cât și al propoziției sau al frazei. În funcție și de limbă, o poate face, de pildă, prin schimbarea topicii obișnuite cu sau fără ajutorul unor construcții specifice, ori/și prin expimarea redundantă a unor funcții. Exemple:
ro  discursul minunat → minunatul discurs;
hu  Mária szereti az anyját „Mária o iubește pe maică-sa” → Mária az anyját szereti „Mária pe maică-sa o iubește”;
fr  Je suis parti à cause de ça „Am plecat din cauza asta” → C’est à cause de ça que je suis parti „Din cauza asta am plecat” (literal „Este din cauza asta că am plecat”) – deplasarea complementului înaintea predicatului și încadrarea sa în construcția c’est … que;
en  I know Mary „O cunosc pe Mary” → Mary, I know her „Pe Mary o cunosc” (lit. „Mary, cunosc pe ea”);
fr  Je ne m’attendais pas à ce qu’il devienne un aussi bon instituteur „Nu mă așteptam să devină un institutor așa de bun” → Qu’il devienne un aussi bon instituteur, je ne m’y attendais pas ! „Să devină un institutor așa de bun, la asta nu mă așteptam!” vs. – deplasarea subordonatei înaintea regentei și reluarea sa în regentă prin pronumele y cu aceeași funcție ca parte de propoziție.